# Ignazio Visconti

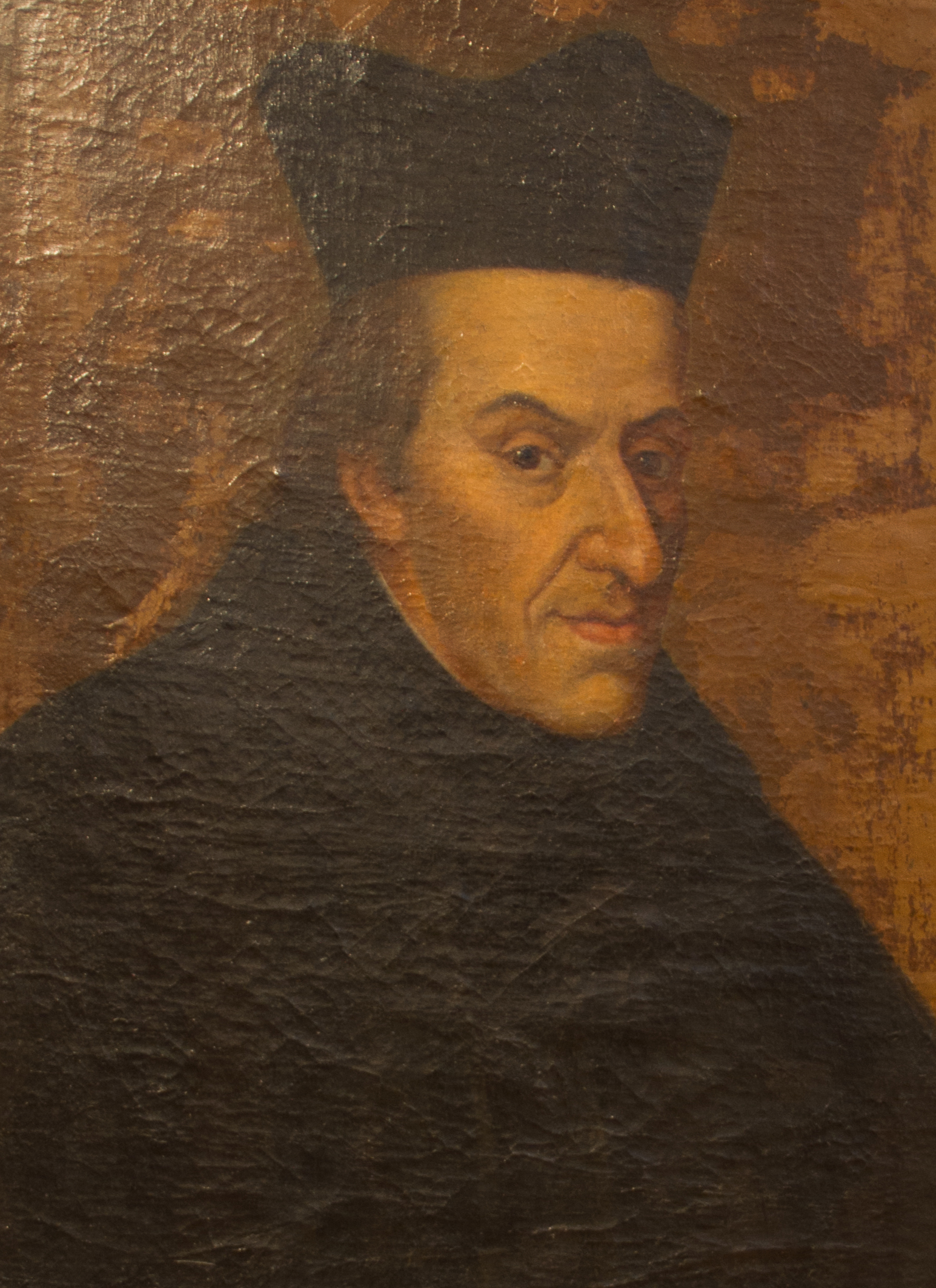
Ignazio Visconti

Ignazio Visconti (* 31. Juli 1682 in Mailand; † 4. Mai 1755 in Rom) war der 16. General der Societas Jesu.

## Leben
Visconti entstammte dem gleichnamigen Adelsgeschlecht aus der Lombardei. Im Alter von 20 Jahren trat er am 13. November 1702 in die Societas Jesu ein. Nach dem erfolgreichen Abschluss seines Studiums wurde er an das Kolleg in Mailand berufen. Dort lehrte er die Fächer Rhetorik, Philosophie, Exegese und Scholastik.
Der 15. General des Ordens, Franz Retz, berief Visconti zum Generalvikar. Nach Retz’ Tod am 19. November 1750 wählte die Generalversammlung des Ordens am 4. Juli desfolgenden Jahres Ignazio Visconti zu dessen Nachfolger.
Seine Amtszeit war geprägt von vielen Krisen: Pater Antoine de La Valette hatte durch Misswirtschaft und unerlaubte Geschäfte mehrere Handelshäuser in den Ruin getrieben. 1753 rief Visconti ihn ins Mutterhaus nach Rom zurück, um den Skandal aufzuklären. Doch durch falsche Zeugnisse und unwissende Bürgen behindert, verlief das Ganze im Sande und der Übeltäter blieb unbehelligt. La Valettes enorme Schulden konnte der Orden nicht mehr tragen und Visconti sah sich letztendlich der Kritik ausgesetzt, er wäre auch ein Mittäter oder zumindest Mitwisser gewesen. Außerdem versuchte in dieser schwierigen Zeit Sebastião José de Carvalho e Melo, der spätere Marquês de Pombal, den Orden systematisch zu zerstören.
In Viscontis Amtszeit fiel zudem der Vertrag von Madrid vom 13. Januar 1750, mit dem Spanien und Portugal territoriale Streitigkeiten in Südamerika beilegten.
Im Alter von 73 Jahren starb Ignazio Visconti am 4. Mai 1755 in Rom. Sein Nachfolger wurde Luigi Centurioni.